# فيلهيلمينا (ملكة هولندية)
فيلهلمينه البروسية (18 نوفمبر 1774 – 12 أكتوبر 1837)، كانت أول ملكة لهولندا بصفتها الزوجة الأولى للملك ويليام الأول ملك هولندا. اقتصرت أدوارها العلنية على الظهور المتواضع، لكنها عُرفت برعايتها للفنون.

## النشأة
وُلدت الأميرة فيلهلمينه في بوتسدام، وكانت الابنة الرابعة من بين ثمانية أبناء للملك فريدريك فيلهلم الثاني ملك بروسيا والملكة فريدريكه لويزه. طغى على نشأتها النظام الصارم الذي فرضه عم والدها الأكبر، فريدريك العظيم، غير أن المعلومات المتوفرة عن طفولتها تظل محدودة. تلقت تعليماً تقليدياً يتناسب مع الفتيات في ذلك العصر، شمل التطريز والفنون، وقد وُصفت بأنها جميلة وطيبة المعشر.

## الزواج
تزوّجت فيلهلمينه من ابن عمّها ويليام من هولندا في الأول من أكتوبر عام 1791، نجل الحاكم العام ويليام الخامس، أمير أورانيا، والأميرة فيلهلمينه البروسية، وذلك في مدينة برلين. كان هذا الزواج جزءًا من تحالف سياسي بين أسرة أورانيا وبروسيا، لكنه كان أيضًا زواج حب، وقد أصبح زواجًا سعيدًا بالفعل. انتقل الزوجان الشابان للعيش في قصر نوردآينده في لاهاي.
في عام 1795، اجتاحت القوات الفرنسية الجمهورية الهولندية، ما أجبر العائلة الأميرية على الذهاب إلى المنفى. أقاموا بدايةً في إنجلترا، ثم استقروا منذ عام 1796 في برلين. وهناك، عاش الزوجان مع أسرة فيلهلمينه في أجواء ملكية داخل "القصر الهولندي" . وفي عام 1806، اضطرت فيلهلمينه مرة أخرى إلى الفرار من الجيش الفرنسي، فاستقرت في بولندا في ظل ظروف اقتصادية صعبة.
عادت فيلهلمينه إلى لاهاي مطلع عام 1814.

## وصلات خارجية
- البيت الملكي الپروسي (أرشيف الإنترنت، أرشفت في نوفمبر 2006.18).
- Royal House of the Netherlands and Grand-Ducal House of Luxembourg

| فيلهيلمينا (ملكة هولندية) آل هوهنتسولرنولد: 18 نوفمبر 1774 توفي: 12 أكتوبر 1837 |                                                          |      |
| ألقاب ملكية                                                                     |                                                          |      |
| لقب جديد                                                                        | قرينة ملك هولندا قرينة الدوق الأعظم للوكسمبورغ 1815–1837 | شاغر |